# Aalaa Lindu
Aalaa Lindu är ett vattendrag i Indonesien.   Det ligger i provinsen Sulawesi Tenggara, i den centrala delen av landet, 1 700 km öster om huvudstaden Jakarta.